# محمد عبد العزيز (سياسي)
محمد عبد العزيز (بالإنجليزية: Mohammed Abdul Aziz)‏ هو سياسي غاني، ولد في 27 أكتوبر 1975. في الانتخابات العامة الغانية 2016، انتخب عضو البرلمان السابع لجمهورية غانا الرابعة ‏ عن دائرة Mion (Ghana parliament constituency) ‏ وقد انضم خلال فترته النيابية ‏ (7 يناير 2017 – ) للكتلة البرلمانية المؤتمر الوطني الديمقراطي ‏.